# Printemps de Bourges
Le Printemps de Bourges – francuski festiwal muzyczny, odbywający się co roku w mieście Bourges, zainicjowany w 1977 roku przez Jeana Christophea Dechico, Alaina Meillanda oraz Daniela Collinga. 

## Historia
Od samego początku ideą festiwalu było stworzenie przestrzeni dla muzyki alternatywnej. W tym celu do dziś zapraszane są zarówno wielkie gwiazdy, uznani artyści jak i debiutanci, których koncerty odbywają się na wielu scenach jednocześnie przez kilka dni. 
Jednym z nieodłącznych elementów festiwalu jest sekcja Découvertes (Odkrycia) zarządzana przez założone w 1985 stowarzyszenie Réseau Printemps, w ramach którego funkcjonują tzw. Anteny czyli sieć oddziałów krajowych i zagranicznych, których celem jest odkrywanie, wzajemna prezentacja i promocja talentów z kręgu szeroko pojętej muzyki rozrywkowej – od rocka przez rap, hip hop, techno, do muzyki etnicznej i alternatywnej. W najbardziej aktywnym okresie istniały 33 Anteny w tym 22 we Francji i 11 za granicą, w tym (w latach 1990-1999) Antena Polska. W 2012 sekcja Découvertes została zastąpiona przez iNOUïS.
Pomimo znikomej opłacalności, miasto Bourges pozostaje gospodarzem festiwalu. 
Przez ponad czterdzieści lat publiczność mogła obejrzeć niemal 3500 artystów z całego świata, grających na kilkunastu scenach, w tym na największej, w mogącym pomieścić 10 000 osób namiocie, The W (wcześniej nazywanym Le Phoenix). Do końca lat 90. festiwal regularnie odwiedzany był przez liczbę ok. 100 000 widzów, aktualnie jego rozmiar został ograniczony do 50 000.
Na Le Printemps de Bourges wystąpili m.in.: The Cure, U2, Joe Cocker, Dead Can Dance, Frank Zappa, Frank Sinatra, Sonic Youth, Sting, Asian Dub Foundation, Patricia Kaas, Marianne Faithfull, Interpol, Kasabian, Gojira, Goldfrapp, Fear Factory, Massive Attack, Jean-Michel Jarre, Placebo, Sigur Rós, Sade, Public Enemy, Cesaria Evora, Jeff Backley, Manu Chao i wiele wiele innych.
Polskie zespoły, które wystąpiły w ramach sekcji Découvertes: Mrs Z'oob, The Pillows, Dum Dum, Hey, Tubylcy Betonu, Sweet Noise, Blenders, New Da Wont, 3K.